# Сент-Бонавентюр (Нью-Йорк)
Сент-Бонавентюр (англ. St. Bonaventure) — переписна місцевість (CDP) в США, в окрузі Каттарогус штату Нью-Йорк. Населення — 1963 особи (2020).

## Географія
Сент-Бонавентюр розташований за координатами 42°4′46″ пн. ш. 78°28′27″ зх. д. / 42.07944° пн. ш. 78.47417° зх. д. (42.079480, -78.474257).  За даними Бюро перепису населення США в 2010 році переписна місцевість мала площу 5,51 км², з яких 5,12 км² — суходіл та 0,39 км² — водойми.

## Демографія
Згідно з переписом 2010 року, у переписній місцевості мешкали 2044 особи в 252 домогосподарствах у складі 126 родин. Густота населення становила 371 особа/км².  Було 268 помешкань (49/км²).
Расовий склад населення:
| - 88,3 % — білих - 5,5 % — чорних або афроамериканців - 3,3 % — азіатів - 0,2 % — корінних американців - 1,1 % — осіб інших рас |

До двох чи більше рас належало 1,6 %. Частка іспаномовних становила 3,7 % від усіх жителів.
За віковим діапазоном населення розподілялося таким чином: 3,8 % — особи молодші 18 років, 85,8 % — особи у віці 18—64 років, 10,4 % — особи у віці 65 років та старші. Медіана віку мешканця становила 20,9 року. На 100 осіб жіночої статі у переписній місцевості припадало 85,3 чоловіків;  на 100 жінок у віці від 18 років та старших — 84,3 чоловіків також старших 18 років.
Середній дохід на одне домашнє господарство  становив 53 628 доларів США (медіана — 34 883), а середній дохід на одну сім'ю — 74 344 долари (медіана — 69 125). Медіана доходів становила 35 694 долари для чоловіків та 38 333 долари для жінок. За межею бідності перебувало 12,3 % осіб, у тому числі 0,0 % дітей у віці до 18 років та 20,7 % осіб у віці 65 років та старших.
Цивільне працевлаштоване населення становило 711 осіб. Основні галузі зайнятості: освіта, охорона здоров'я та соціальна допомога — 55,3 %, роздрібна торгівля — 14,9 %, мистецтво, розваги та відпочинок — 7,6 %, науковці, спеціалісти, менеджери — 4,4 %.